# Jean-Sébastien Busque
Pour les articles homonymes, voir Busque (homonymie).
Jean-Sébastien Busque est un animateur et scénariste de télévision franco-ontarien, originaire de la ville de Sudbury (Ontario, Canada).

## Biographie

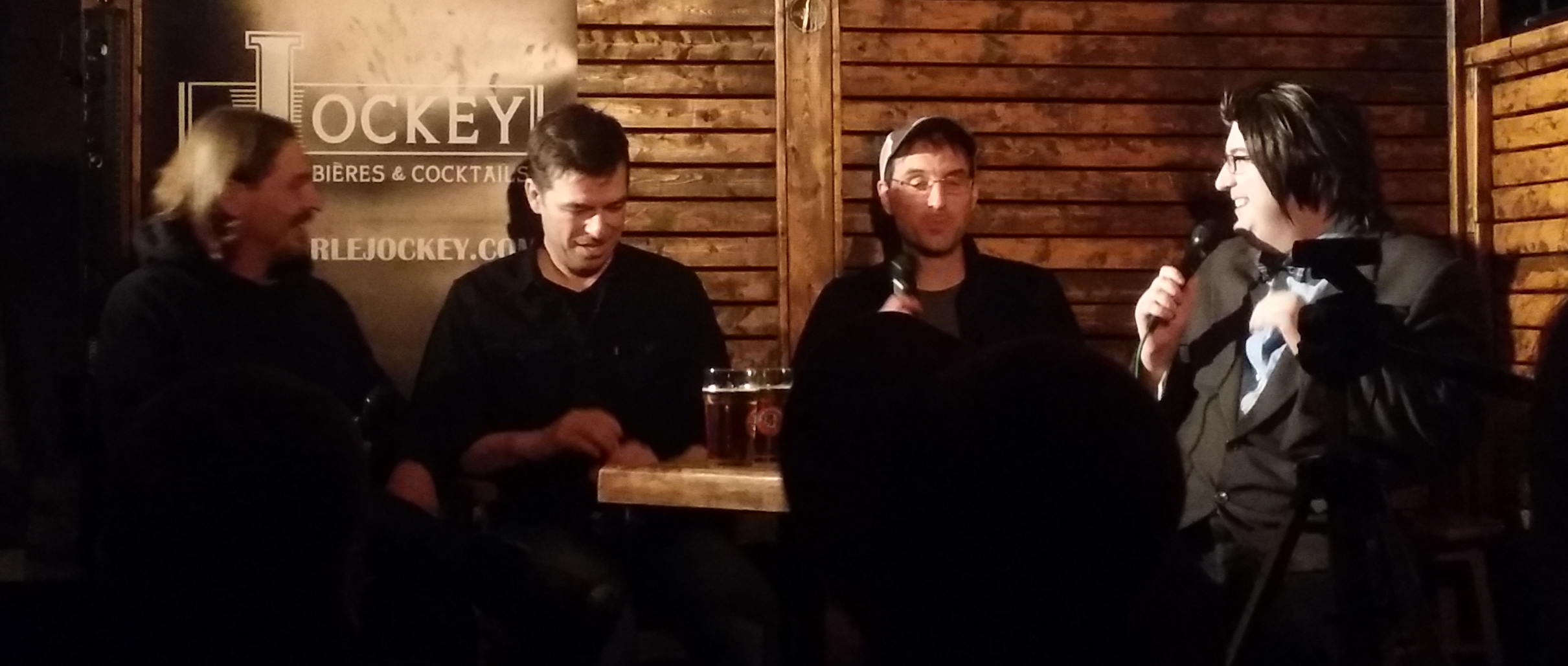
Jean-Sébastien Busque et Félix Tanguay au Jockey en 2019

Jean-Sébastien Busque a commencé sa carrière en télévision en étant à l'émission franco-ontarienne Volt. Ensuite, il a fait partie du trio de Les Pieds dans la marge, avec ses amis et coanimateurs Mathieu Pichette et Félix Tanguay, en jouant un animateur et rôle du Résolvateur. Souvent appelé JS (et Sébastien par sa mère), il est le plus scientifique du trio, ainsi que le plus timide en public. Il arrive à expliquer des phénomènes scientifiques avec une énergie et un intérêt puissants. Il est reconnaissable dans le trio par ses lunettes et son bouc. Dans plusieurs épisodes, il est torse nu (en bedaine). Il prête souvent sa voiture lors de tournages et chante très faux. Il jure assez facilement.
En 2012, Télé-Québec annonce qu'il coanimera l'émission Les verts contre-attaquent avec Frédéric Choinière, dont le tournage débutera en juillet 2012, pour une diffusion prévue en janvier 2013. Ce sera une émission abordant le sujet de l'environnement avec humour.

## Télévision
- 1998 - 2002 : Volt
- 2006 - 2010 : Les Pieds dans la marge
- 2012 : Le monde en gros
- 2013 : Les verts contre-attaquent
- 2018 : Vite pas vite.
- 2020 : Joyeux Patenteux